# 京都市電伏見線
伏見線（ふしみせん）は、かつて京都市内に敷設されていた京都市電の軌道路線である。
1895年（明治28年）に京都電気鉄道によって開業された日本初の路面電車。営業用の電車としても日本で最初である。琵琶湖疏水の開削に伴って建設された水力発電所の電力を利用した。平安遷都1100年祭記念事業の一環として建設され、1918年（大正7年）に京都市に買収された。
京都市下京区塩小路高倉から竹田街道を経由し、伏見区の京阪電気鉄道中書島駅までを結んでいた。併用軌道のほか棒鼻 - 肥後町間に専用軌道を有していた。京都市買収後、軌間は狭軌1067mmから標準軌1435mmに拡張された。
京都市街と伏見を結ぶ重要な路線で、毎年正月三が日には京都駅から日本有数の初詣客で賑わいをみせる伏見稲荷大社への参拝客を輸送していたが、1970年（昭和45年）に75年の歴史に幕を閉じた。

## 沿革
- 1895年（明治28年）2月1日 京都電気鉄道伏見線として七条停車場（踏切南）－下油掛（後の京橋）開業
- 1901年（明治34年）4月12日 高倉陸橋架設／七条駅前（後の京都駅前）－（七条停車場）開業
- 1914年（大正3年）
  - 時期不明 高倉跨線橋架設／伏見線軌道付替え／高倉陸橋撤去（京都駅移設改修に伴う東海道本線付替えの為）
  - 3月31日 油掛－東浜開業
  - 8月25日 東浜－中書島開業　［伏見線全線開業］
- 1918年（大正7年）7月1日 京都市が京都電気鉄道を買収、京都市電伏見線となる
- 1923年（大正12年）6月26日 標準軌化[注釈 1]
- 1929年（昭和4年）1月16日 京都駅前－塩小路高倉河原町線編入
- 1954年（昭和29年）4月12日 高倉跨線橋架換
- 1964年（昭和39年）10月1日 停留所改称（「京都駅南口」→「京都駅八条口」）
- 1970年（昭和45年）
  - 3月18日 塩小路高倉－中書島の廃止を運輸大臣と建設大臣が認可
  - 3月31日 さよなら電車運行
  - 4月1日 伏見線全線廃止し、市バス81号系統、81甲号系統（朝夕ラッシュ時のみ運行）、82号系統に転換

## 廃止の要因
伏見線はその併用軌道部が道路の東側に寄っていたことが廃止を早めた要素として挙げられている。すなわち、勧進橋以北では河川の暗渠化により中央を走るようになったがそれ以南は相変わらず東側を走っており、この部分で道路を遮るかたちとなったこと、さらにこの道路、竹田街道が国道24号でもあり自動車の交通量も多かったことなどを理由とするものである。

## 電停一覧
停留所／交叉する通りを示す。接続、距離、急行停車駅は路線図参照
- 塩小路高倉／塩小路通
- 京都駅八条口／八条通
- 大石橋／九条通
- 札ノ辻／札辻通
- 十条通／十条通
- 勧進橋／稲荷新道
- 深草下川原町
- 竹田久保町／第一軍道
- 竹田出橋／竹田出橋通
- 七瀬川町
- 城南宮道／城南宮道
- 棒鼻
- 丹波橋／丹波橋通
- 肥後町
- 大手筋／大手筋通
- 京橋／南浜通
- 中書島

## 運行系統
1963年（昭和38年）6月20日から1969年（昭和44年）9月30日のものを示す。
| 路線名               | 駅名             | 系統 | 系統 | 系統 |
| 路線名               | 駅名             | 9    | 18   | 19   |
| -------------------- | ---------------- | ---- | ---- | ---- |
| 河 原 町 線          | 河原町二条       |      | ●    |      |
| 河 原 町 線          | 河原町三条       |      | ●    |      |
| 河 原 町 線          | 四条河原町新京極 |      | ●    |      |
| 河 原 町 線          | 河原町五条       |      | ●    |      |
| 河 原 町 線          | 河原町正面       |      | ●    |      |
| 河 原 町 線          | 七条河原町       |      | ●    |      |
| 河 原 町 線          | 京都駅前         | ●    | ｜   | ●    |
| 伏 見 線 ・ 稲 荷 線 | 塩小路高倉       | ●    | ●    | ●    |
| 伏 見 線 ・ 稲 荷 線 | 京都駅八条口     | ●    | ●    | ●    |
| 伏 見 線 ・ 稲 荷 線 | 大石橋           | ●    | ●    | ●    |
| 伏 見 線 ・ 稲 荷 線 | 札ノ辻           | ●    | ●    | ●    |
| 伏 見 線 ・ 稲 荷 線 | 十条通           | ●    | ●    | ●    |
| 伏 見 線 ・ 稲 荷 線 | 勧進橋           | ●    | ●    | ●    |
| 伏 見 線 ・ 稲 荷 線 | 稲荷             | ｜   | ｜   | ●    |
| 伏 見 線 ・ 稲 荷 線 | 深草下川原町     | ●    | ●    |      |
| 伏 見 線 ・ 稲 荷 線 | 竹田久保町       | ●    | ●    |      |
| 伏 見 線 ・ 稲 荷 線 | 竹田出橋         | ●    | ●    |      |
| 伏 見 線 ・ 稲 荷 線 | 七瀬川町         | ●    | ●    |      |
| 伏 見 線 ・ 稲 荷 線 | 城南宮道         | ●    | ●    |      |
| 伏 見 線 ・ 稲 荷 線 | 棒鼻             | ●    | ●    |      |
| 伏 見 線 ・ 稲 荷 線 | 丹波橋           | ●    | ●    |      |
| 伏 見 線 ・ 稲 荷 線 | 肥後町           | ●    | ●    |      |
| 伏 見 線 ・ 稲 荷 線 | 大手筋           | ●    | ●    |      |
| 伏 見 線 ・ 稲 荷 線 | 京橋             | ●    | ●    |      |
| 伏 見 線 ・ 稲 荷 線 | 中書島           | ●    | ●    |      |

## 特記事項

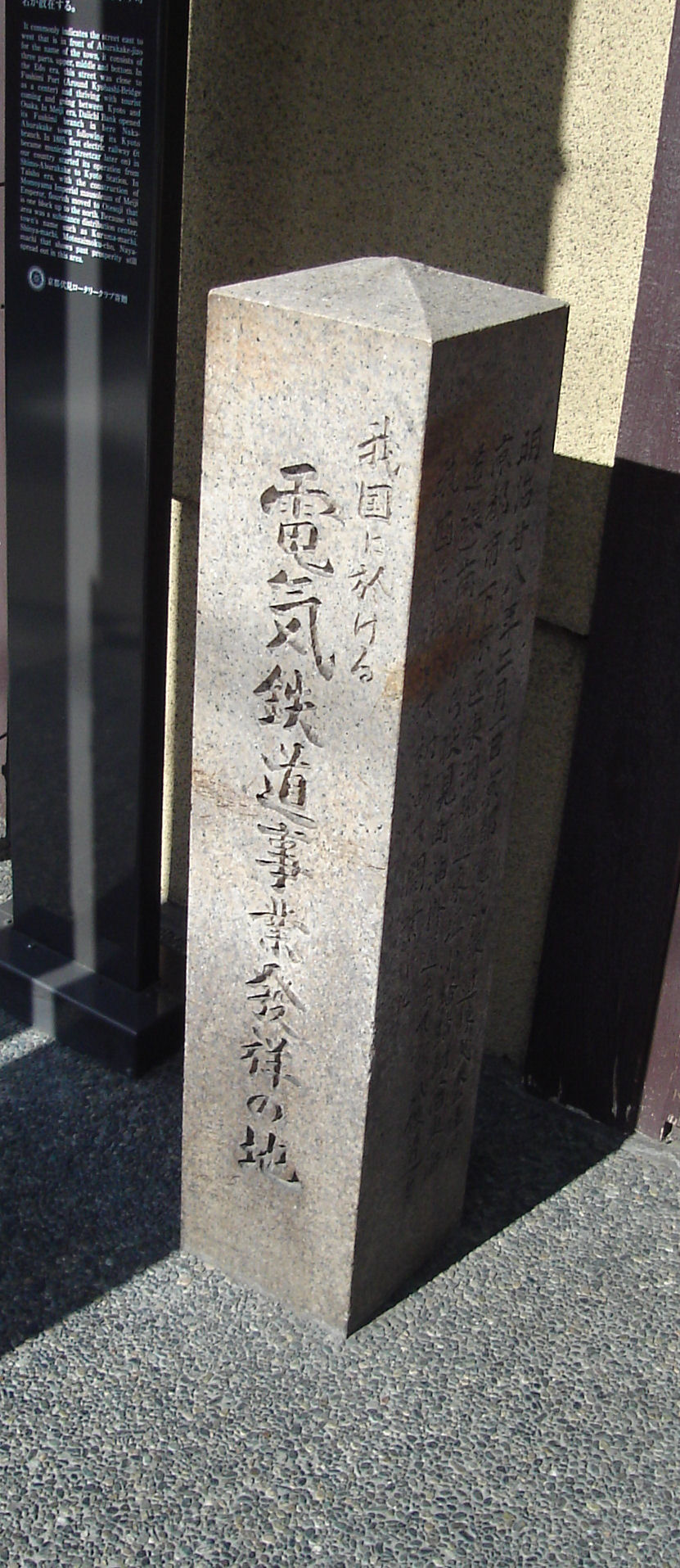
「電気鉄道事業発祥の地」記念碑（京都市伏見区）

- 開業当時、棒鼻付近で当時の奈良鉄道（のち、関西鉄道から国鉄奈良線）と平面交差していたが、しばしば衝突事故を起こしたという。1921年に奈良線が東海道本線の旧路盤を利用した経路に変更されたことにより平面交差は解消。その後、1928年に奈良線の旧線敷を利用して開業した奈良電気鉄道（現・近鉄京都線）とは立体交差とされた。
- 棒鼻－肥後町の専用軌道区間の跡地は北行き一方通行の道路に転用されている。
- 開業時の終点であった京都市伏見区下油掛には伏見線廃止直前の1970年2月に鉄道友の会京都支部が建立した「我国に於ける電気鉄道事業発祥の地」の記念碑が、また京都駅近くの塩小路東洞院南西角には運行開始80周年の1975年2月に鉄道友の会京都支部と関西電力、国鉄、京都市交通局、関西大手私鉄5社および京福電気鉄道が共同で建立した「電気鉄道事業発祥の地」の記念碑がある。